# Afrikai költők, írók listája
Ez a lista tartalmazza az afrikai irodalom legismertebb képviselőit országok szerint betűrendes névsorban. A nevek mellett a születési és halálozási évszám segít a tájékozódásban. (A legnagyobb klasszikusok, illetve legolvasottabb szerzők neve vastagítva és * jellel jelölve.)
Jelmagyarázat:  költő;  író;   drámaíró;  tudományos író;  vallási író
af. = afrikaans nyelvű, an. = angol nyelvű, ar. = arab nyelvű, fr. = francia nyelvű, pt. = portugál nyelvű

## Algéria
- Jean Amrouche (fr., 1906–1962)
- Távósz Amrús (Taos Amrouche, fr., 1913–1976)
- Rasíd Búdzsedra (Rachid Boudjedra, fr., 1941–)
- Szaíd Búlífa (Si Amar U Said Boulifa, fr., 1861–1931)
- Mohammed Díb (fr., 1920–2003)
- Táhar Dzsaút (Tahar Djaout, fr., 1954–1993)
- Ásszija Dzsebár (Assia Djebar, fr., 1936–2015)
- Mulúd Feraún (Mouloud Feraoun, fr., 1913–1962)
- Abdelhamíd ben Hedúga (ar., 1925–1996)
- Ahmed Reda Húhú (ar., 1911–1956)
- Káteb Jászín (Kateb Yacine, fr., 1929–1989)
- Mulúd Maammeri (Mouloud Mammeri, fr., 1917–1989)
- Rasíd Mímúni (Rachid Mimouni, fr., 1945–1995)
- Szí Mohánd (berber nyelvű, 1848–1905)
- Abdellah Mohja (berber nyelvű, 1950–2004)

## Angola
- José Eduardo Agualusa (pt., 1960–)
- Arlindo Barbeitos (pt., 1940–2021)
- Pepetela (pt., 1941–)
- José Luandino Vieira (pt., 1935–)

## Benin

Paulin J. Hountondji

- Florent Couao-Zotti (fr., 1964–)
- Paulin J. Hountondji (fr., 1942–)

## Botswana
- Unity Dow (an., 1959–)
- Bessie Head (an., 1937–1986)
- Sheleng Ositilwe (tswana nyelvű, ?–1972)

## Burundi

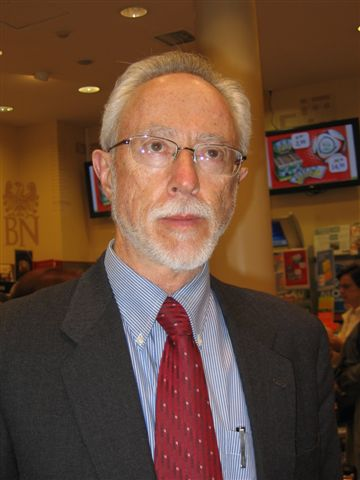
John Maxwell Coetzee

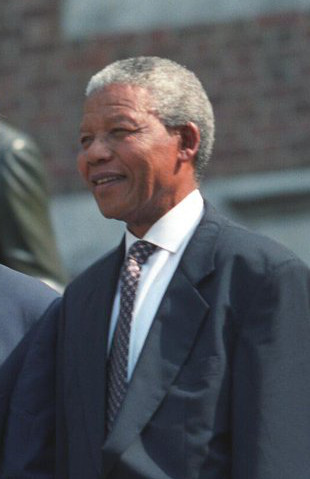
Nelson Mandela

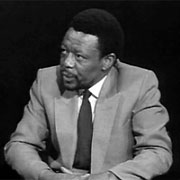
Mongane Wally Serote

- Esther Kamatari (fr., 1951–)

## Dél-afrikai Köztársaság
- Peter Abrahams (an, 1919–2017)
- Sinclair Beiles (an., 1930–2002)
- Herman Charles Bosman (an., 1905–1951)
- Breyten Breytenbach (af., an., 1939–2024)
- André Brink (af., an., 1935–2015)
- Dennis Brutus (an., 1924–2009)
- Roy Campbell (an., 1901–1957)
- John Maxwell Coetzee* (an., 1940–) Nobel-díj, 2003
- Herbert Isaac Ernest Dhlomo (an., 1903–1953)
- Jakob Daniël du Toit (af., 1877–1953)
- Henry Hare Dugmore (xhosza nyelvű, 1810–1896)
- Elisabeth Eybers (af., 1915–2007)
- James Percy FitzPatrick (an., 1862–1931)
- Athol Fugard (an., 1932–)
- Nadine Gordimer* (an., 1923–2014) Nobel-díj, 1991
- Ernst van Heerden (af., 1916–1997)
- Ingrid Jonker (af., 1933–1965)
- Archibald Campbell Jordan (xhosza nyelvű, 1906–1968)
- Keorapetse Kgositsile (an., 1938–2018)
- Uys Krige (af., 1910–1987)
- Antjie Krog (af., 1952–)
- Mazisi Kunene (zulu nyelvű, 1930–2006)
- Cornelis Jacobus Langenhoven (af., 1873–1932)
- C. Louis Leipoldt (af., 1880–1947)
- Taban Lo Liyong (an., 1939–)
- Nelson Mandela (1918–2013)
- Eugene Marais (af., 1871–1936)
- Zakes Mda (an., 1948–)
- Samuel Mqhayi (xhosza nyelvű, 1875–1945)
- Ezekiel Mphahlele (an., 1919–2008)
- Lewis Nkosi (an., 1936–2010)
- Ntsikana (xhosza nyelvű, 1780–1821)
- Sibusiso Nyembezi (zulu nyelvű, 1919–2000)
- D. J. Opperman (af., 1914–1985)
- Alan Paton (an., 1903–1988)
- Sol Plaatje (tswana nyelvű, an., 1876–1932)
- Laurens van der Post (an., 1906–1996)
- Karel Schoeman (af., 1939–2017)
- Mongane Wally Serote (an., 1944–)
- Pieter-Dirk Uys (an., 1945–)
- Benedict Wallet Vilakazi (zulu nyelvű, 1906–1947)
- Ivan Vladislavic (an., 1957–)
- George Weideman (af., 1947–)

## Egyiptom
Ókori szerzők

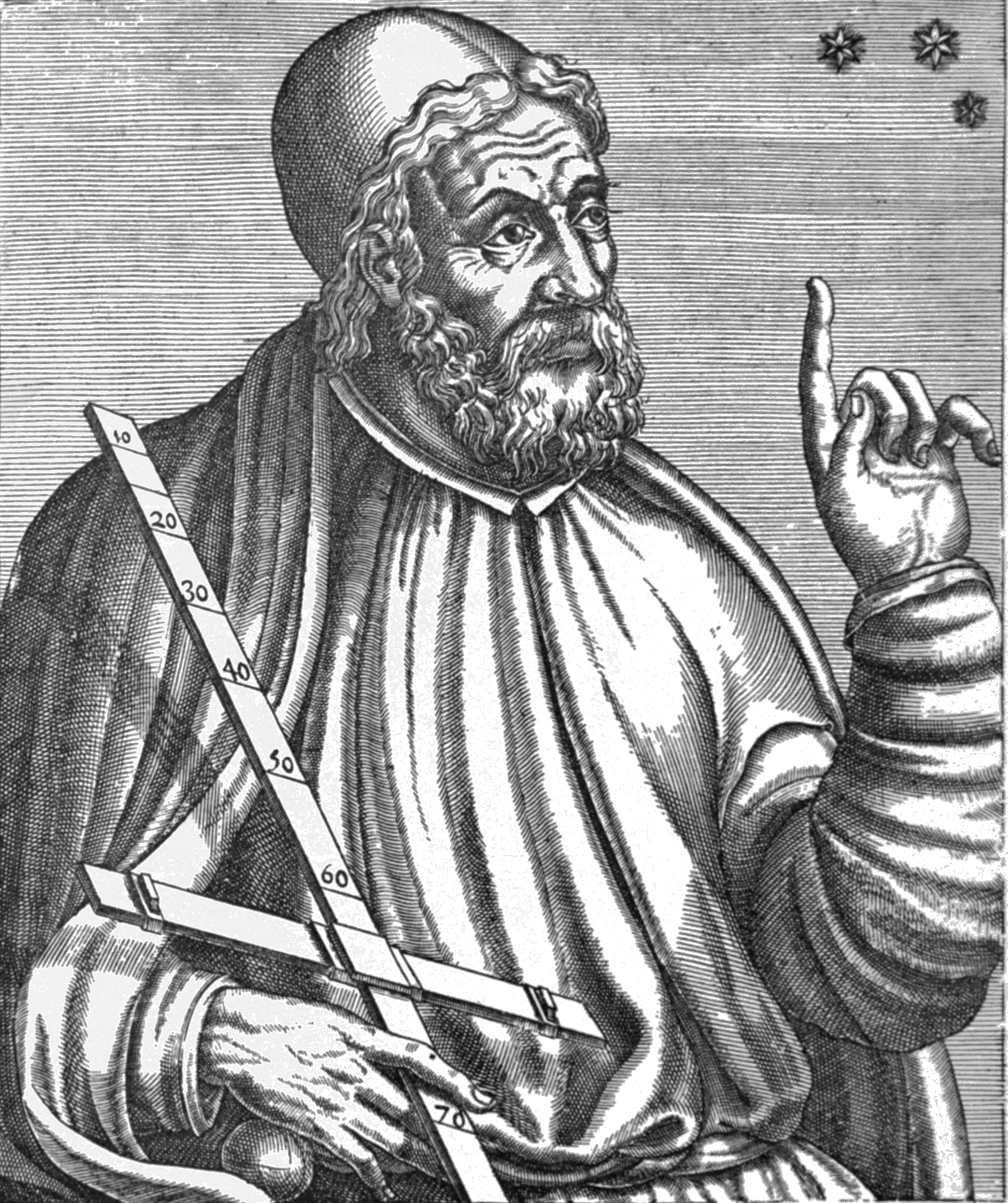
Klaudiosz Ptolemaiosz

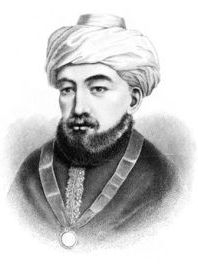
Maimonidész

- Bésza (kopt nyelvű, 5. század)
- Euklidész (ógörög nyelvű, i. e. 330–275)
- Fayumi Iszidórosz (görög nyelvű, i. e. 3–2. század)
- Manethón (ógörög nyelvű, i. e. 3. század)
- Klaudiosz Ptolemaiosz (ógörög nyelvű, 90–170)
- Senute (kopt nyelvű, 348–466)

Arab szerzők
- al-Makrizi 7. század
- Muhammad al-Makrizi (ar., 1364–1442)
- Imám asz-Szujútí (ar., 1445–1505)
- Abbász al-Akkad (ar., 1889–1964)
- Ala al-Aszvaní (ar., 1957–)
- Tavfik al-Hakím (ar., 1898–1987)
- Muhammad Aladdin (ar., 1979–)
- Abd el-Rahmán el-Abnudí (ar., 1938–)
- Gamal el-Gitání (ar., 1945–)
- Záhi Havássz (ar., 1947–)
- Navál esz-Szádaví (ar., 1931–2021)
- Abd el-Hakím Kaszem (ar., 1934–1990)
- Muhammad Huszajn Hejkál (ar., 1888–1956)
- Jehja Hakkí (ar., 1905–1992)
- Tahá Huszejn (ar., 1889–1973)
- Szonalláh Ibráhim (ar., 1937–)
- Juszúf Idrísz (ar., 1927–1991)
- Szaláh Dzsahín (ar., 1930–1986)
- Nagíb Mahfúz* (ar., 1911–2006) – Nobel-díj, 1988
- Maimonidész (arab és héber nyelvű, 1135–1204)
- Rauf Muszad (ar., 1937–)
- Haggág Haszan Oddul (núbiai nyelvű, 1944–)
- Alifa Rifát (ar., 1930–1996)
- Ahmed Savkí (ar., 1868–1932)

Lásd még: Egyiptomi költők, írók listája

## Elefántcsontpart
- Bernard Binlin Dadié (1916–2019)
- Ahmadou Kourouma (fr., 1927–2003)

## Etiópia
- Tsegaye Gabre-Medhin (amhara nyelvű, 1936–2006)

## Gambia
- Lenrie Peters (an., 1932–)

## Ghána

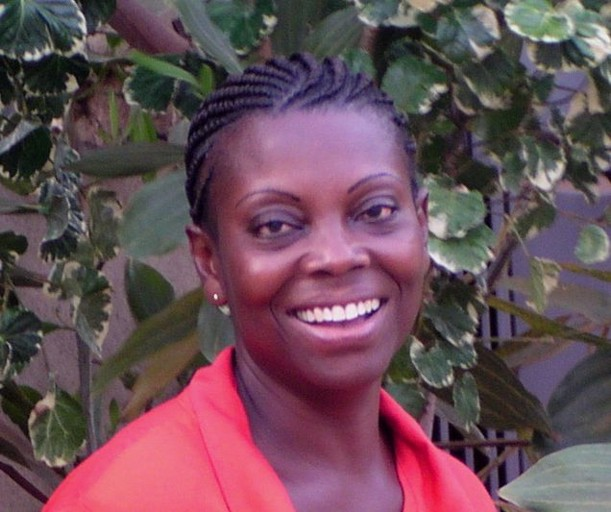
Amma Darko

- Ama Ata Aidoo (an., 1942–)
- Gaddiel Robert Acquaah (fanti nyelvű, 1956–)
- Ayi Kwei Armah (an., 1939–)
- Raphael Armattoe (an., 1913–1953)
- Kofi Awoonor (an., 1935–)
- Ferdinand Kwasi Fiawoo (eve nyelvű, 1891–1969)
- J. E. Casely-Hayford (an., 1866–1930)
- Amma Darko (an., 1956–)
- Michael Dei-Anang (an., 1919–1977)
- Carl Christian Reindorf (ga nyelvű, 1834–1917)

## Guinea
- Camara Laye (fr., 1928–1980)
- Djibril Tamsir Niane (fr., 1932–)

## Kamerun
- Mongo Beti (fr., 1932–2001)
- Calixthe Beyala (fr., 1961–)
- Ferdinand Oyono (fr., 1939–2010)

## Kenya

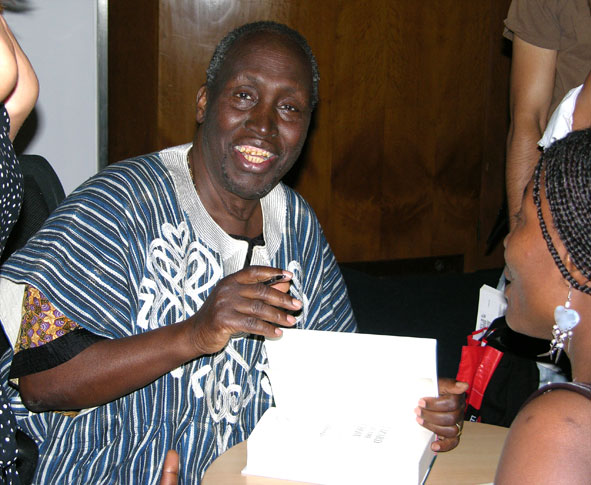
Ngũgĩ wa Thiong’o

- Kuki Gallmann (an., 1942–)
- Mwana Kupona binti Msham (szuahéli nyelvű, 1790–1860)
- Meja Mwangi (an., 1948–)
- Ngũgĩ wa Thiong’o (kikuju nyelvű, an., 1938–)
- Grace Ogot (an., 1930–)

## Kongói Köztársaság
- Sony Labou Tansi (fr., 1947–1995)
- Tchicaya U Tam'si (fr., 1931–1988)
- Marie-Leontine Tsibinda (fr., 1955–)

## Kongói Demokratikus Köztársaság
- Kama Sywor Kamanda (fr., 1952–)
- Bienvenu Sene Mongaba (lingala nyelvű, 1967–)

## Lesotho
- Thomas Mofolo (szeszotó nyelvű, 1876–1948)

## Madagaszkár
- Elie-Charles Abraham (fr. és malgas nyelv, 1919–1989)
- Jean Joseph Rabearivelo (fr., 1901–1937)
- Jacques Rabemananjara (fr., 1913–2005)

## Mauritius
- Malcolm de Chazal (fr., 1902–1981)
- Edouard Maunick (fr., 1931–)

## Mali

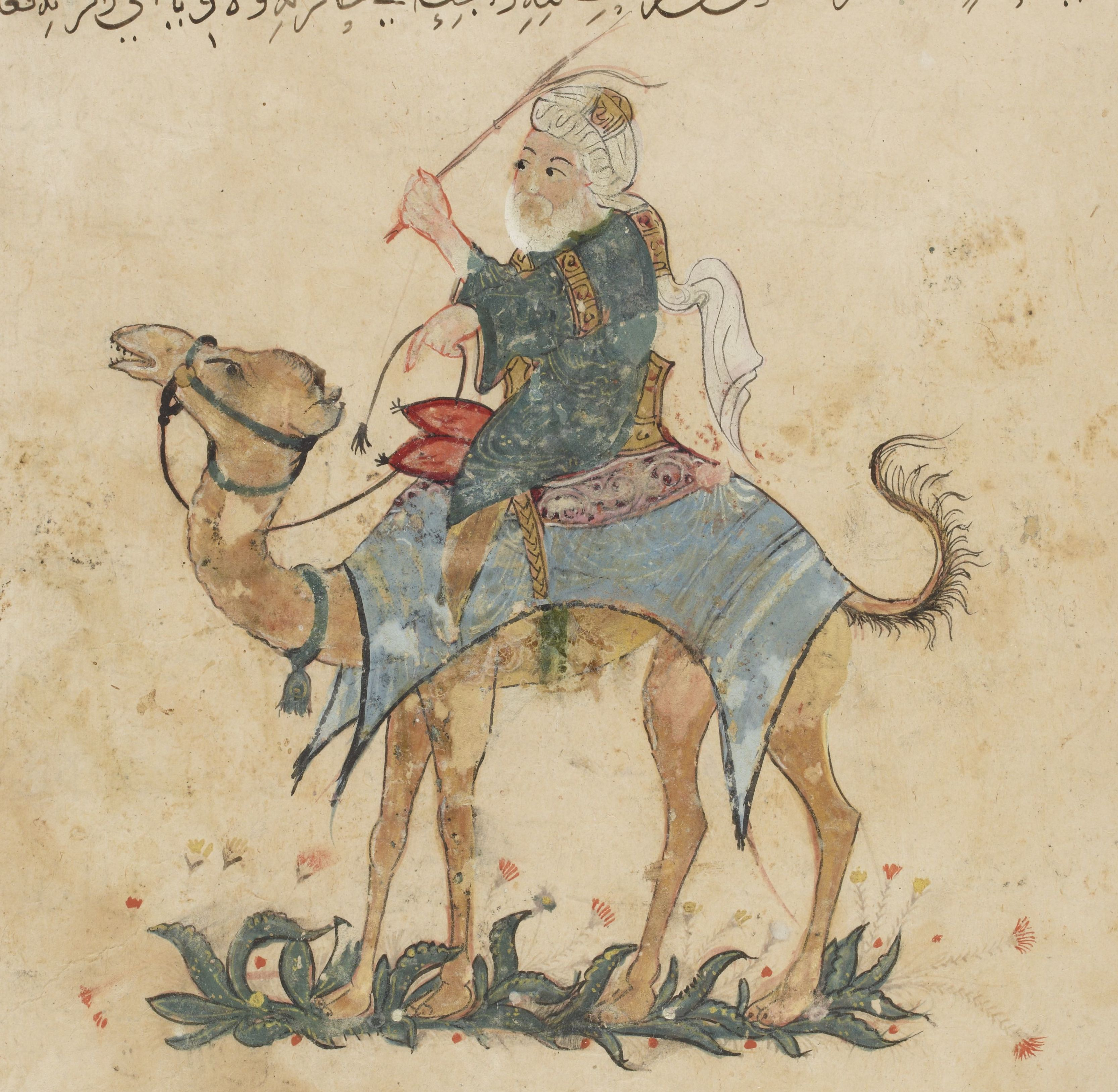
Ibn Battúta, arab útikönyvíró

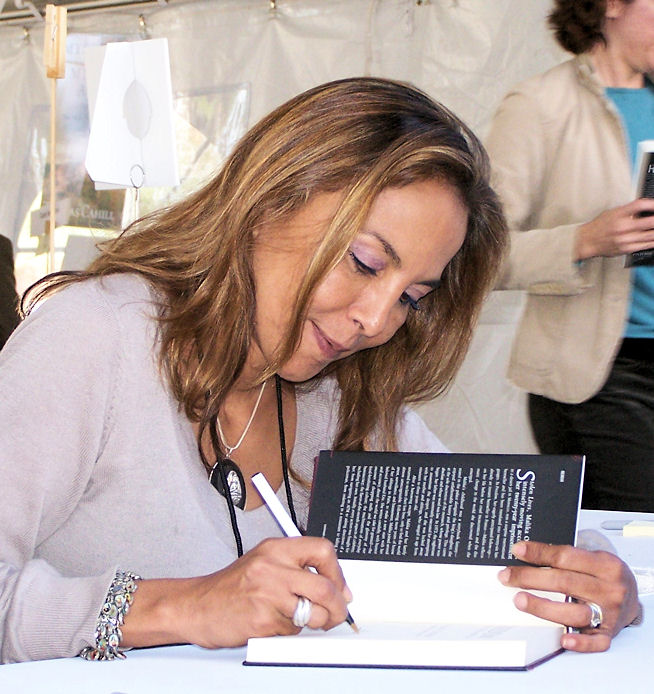
Malíka Úfkír

- Adame Ba Konaré (fr., 1947–)
- Amadou Hampâté Bâ (fr., 1900–1991)
- Massa Makan Diabaté (fr., 1938–1988)
- Doumbi Fakoly (fr., 1944–)

## Marokkó
- Muhammad Avzal (berber nyelvű, 1670–1748)
- Ibn Battúta* (ar., 1304–1368)
- Ahmad bin Adzsiba (ar., 1747–1809)
- Ibn Ádzsurrúm (ar., 1273–1323)
- Muhammad al-Ifraní (ar., 1670–1747)
- Muhammad al-Arabí al-Darkaví (ar., 1760–1823)
- Lejla Abú Zejd (ar., 1950–)
- Drissz Srájbi (Driss Chraibi, fr., 1926–)
- Táhar ben Dzsellún (Tahar Ben Jelloun, fr., 1944–)
- Mohammed Hajr ed-Dín (Mohammed Khair-Eddine, fr., 1941–)
- Mohamed Sukrí (ar., 1935–2003)
- Ahmad Szefrivi (Ahmed Sefrioui, fr., 1915–2004)
- Malíka Úfkír (Malika Oufkir, fr., 1953–)
- Mohamed Zafzaf (ar., 1942–2001)

## Mozambik
- Paulina Chiziane (pt., 1955–)
- Mia Couto (pt., 1955–)
- José Craveirinha (pt., 1922–2003)
- Ungulani Ba Ka Khosa (pt., 1957–)

## Nigéria
- Chinua Achebe* (an., 1930–2013)

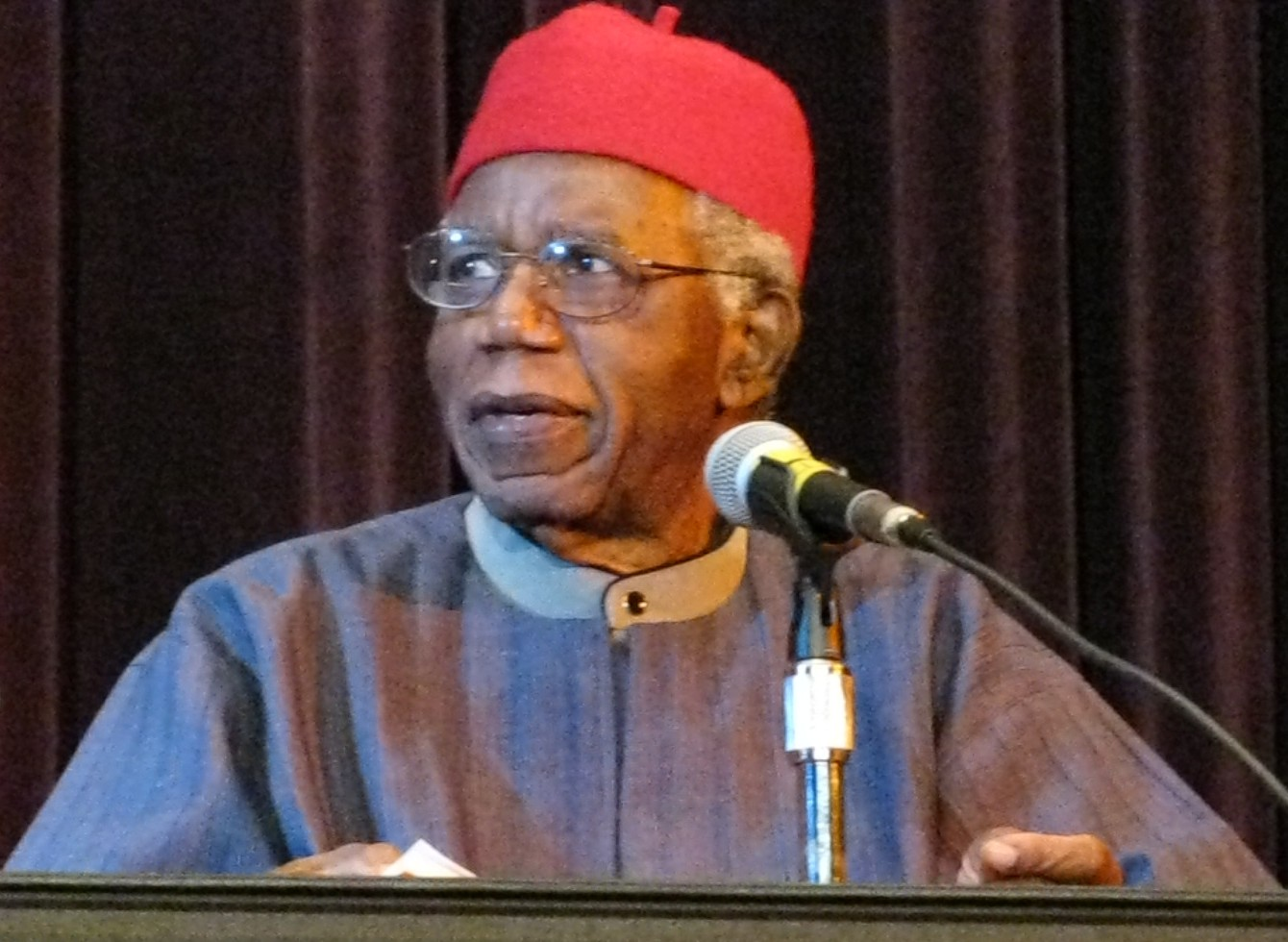
Chinua Achebe

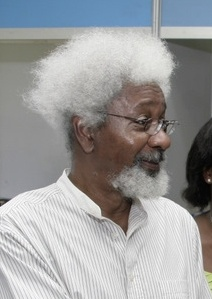
Wole Soyinka

- Elechi Amadi (an., 1934–2016)
- Chin Ce (an., 1964–)
- John Pepper Clark (an., 1935–)
- Samuel Ajayi Crowther (an., 1807–1891)
- Cyprian Ekwensi (an., 1921–)
- Buchi Emecheta (an., 1944–)
- Daniel O. Fagunwa (joruba nyelvű, 1903–1963)
- Akinwunmi Isola (joruba nyelvű, 1940–)
- Abubakar Imam (hausza nyelvű, 1911–1981)
- Samuel Johnson (an., 1846–1901)  , történész
- Hubert Ogunde (joruba nyelvű, 1916–)
- Christopher Ifekandu Okigbo (an., 1932–1967)
- Ben Okri (an., 1959–)
- Femi Osofisan (an., 1946–)
- Niyi Osundare (an., 1946–)
- Ken Saro-Wiwa (an., 1941–1995)
- Wole Soyinka* (an., 1934–) – Nobel-díj, 1986
- Amos Tutuola (an., 1920–1997)

Lásd még: Nigériai költők, írók listája

## Sierra Leone
- Syl Cheney-Coker (an., 1945–)
- Africanus Horton (an., 1835–1883)

## Szenegál

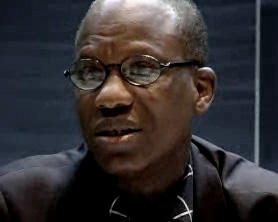
Amadou Lamine Sall

- Mariama Bâ (fr., 1929–1981)
- Ken Bugul (fr., 1947–)
- Mame Younousse Dieng (volof nyelvű, 1940–)
- Birago Diop (fr., 1906–1989)
- Cheikh Anta Diop (fr., 1923–1986)
- Amadou Lamine Sall (fr., 1951–)
- Ousmane Sembene (fr., 1923–)
- Léopold Sédar Senghor (fr., 1906–2001)
- Ousmane Socé (fr., 1911–1974)

## Szomália
- Faarax Maxamed Jaamac Cawl (szomáli nyelvű, 1937–1992)
- Nuruddin Farah (an., 1945–)
- Mohamed Ibrahim Warsame (szomáli nyelvű, 1943–)

## Szudán
- Tajeb Szalíh (ar., 1929–)

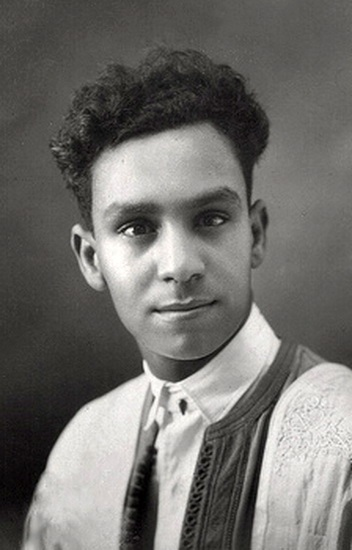
Abú l-Kászim Esebbí

- Ibráhim Ali Szalmán (ar., 1939–1995)

## Tanzánia
- Amri Kaluta Abedi (szuahéli nyelvű, 1924–1964)
- Muyaka bin Haji (szuahéli nyelvű, 1776–1840)
- Robert bin Shaaban (szuahéli nyelvű, 1909–1962)
- Euphrase Kezilahabi (szuahéli nyelvű, 1944–2020)
- Julius Nyerere (szuahéli nyelvű, 1922–1999)

## Tunézia
- Ahmad al-Tifasí (ar., 1184–1253)
- Abú l-Kászim Esebbí (ar., 1909–1934)
- Monszef Gasem (Moncef Ghachem, fr., 1946–)
- Ibn Haldún (ar., 1332–1406)
- Jusszef Rzuga (ar., 1957–)
- Válid Szolimán (ar., 1975–)

## Uganda
- Okot p’Bitek (acsoli nyelvű, 1931–1982)
- Timothy Wangusa (an., 1942–)

## Zimbabwe
- Chirikure (sona nyelvű, 1962–)
- Tsitsi Dangarembga (an., 1959–)
- Dambudzo Marechera (an., 1952–1987)
- Solomon Mutswairo (sona nyelvű, 1924)
- Ndabezinhle Sigogo (ndebele nyelvű, 1932–2006)
- Yvonne Vera (an., 1964–2005)

## Zöld-foki Köztársaság
- Germano Almeida (pt., 1945–)
- Amílcar Cabral (pt., 1924–1973)
- Sergio Frusoni (pt., 1901–1975)
- Baltasar Lopes da Silva (pt., 1907–1989)
- Manuel Lopes (pt., 1907–2005)
- Eugénio Tavares (pt., 1867–1930)